# Acrasidae
Die Einteilung der Lebewesen in Systematiken ist kontinuierlicher Gegenstand der Forschung. So existieren neben- und nacheinander verschiedene systematische Klassifikationen. 
Das hier behandelte Taxon ist durch neue Forschungen obsolet geworden oder ist aus anderen Gründen nicht Teil der in der deutschsprachigen Wikipedia dargestellten Systematik.

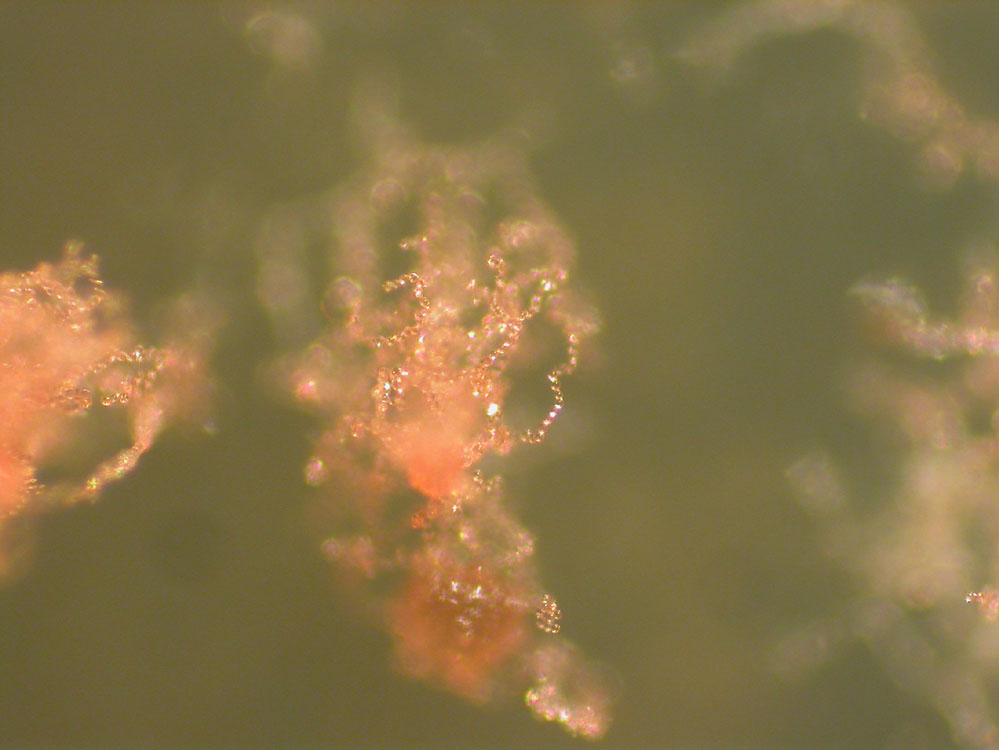
Acrasis rosea

Die Acrasidae sind zelluläre Schleimpilze, die mit den anderen Schleimpilzen jedoch nicht verwandt sind, sondern zu den Excavata gehören. Sie wurden als eigenes Taxon aus zwei Arten aufgestellt, gingen später aber in den Tetramitia auf.

## Merkmale
Die Acrasidae sind amöboide Einzeller, bei denen viele Zellen Aggregate formen, die dann Fruchtkörper bilden, das Kennzeichen von Schleimpilzen. Dabei verschmelzen allerdings die Einzelzellen nicht miteinander, sondern bleiben als Zellen erhalten: sie bilden ein Aggregationsplasmodium. Als Einzelzellen bilden sie auch begeißelte Stadien aus. Der Zellkern zerfällt während der Kernteilung. Im amöboiden Stadium bilden sie eruptive Lobopodien.
Die Stiele des Sorokarp enthalten keine zytoplasmischen Abfälle und bestehen aus lebendigen Zellen, die eng miteinander verbunden sind.

## Lebensweise
Die Einzelzellen kommen auf Holz, Dung, verrottendem Pflanzenmaterial und im Boden vor. Sie sind als Destruenten tätig, fressen aber auch Bakterien und andere Kleinstlebewesen.

## Systematik
Die Acrasidae sind nicht mit den anderen Schleimpilzen, insbesondere der großen Gruppe der Eumycetozoa verwandt. Sie wurden innerhalb der Excavata in die Gruppe der Heterolobosea gestellt und umfassten zwei Gattungen mit insgesamt vier oder fünf Arten:
- Acrasis
- Pocheina

Spätere Systematiken fassten sie mit ihren Schwestertaxa, den Vahlkampfiidae und den Gruberellidae, zur Gruppe der Tetramitia zusammen.

## Belege
- Sina M. Adl et al.: The New Higher Level Classification of Eukaryotes with Emphasis on the Taxonomy of Protists. The Journal of Eukaryotic Microbiology, Band 52, 2005, S. 399–451. doi:10.1111/j.1550-7408.2005.00053.x

- Johan F. De Jonckheere: Heterolobosea Page and Blanton 1985 auf The Tree of Life Web Project, abgerufen am 6. Dezember 2008.
- Acrasids auf MicrobeWiki, abgerufen am 6. Dezember 2008